# Саваити
Саваити су били хришћански мученици. 
За време владавине цара Ираклије, око 610. године, пострадало је за хришћанство четрдесет четири монаха из братства манастира светог Саве Освећеног код Јерусалима. Њихово јунаштво и страдање описао је очевидац свети Антиох Афродисије.
Српска православна црква слави их 16. маја по црквеном, а 29. маја по грегоријанском календару.